# Enfoiré
Enfoiré est un terme injurieux performatif dérivé du verbe « enfoirer », synonyme d'« emmerder ».  Il a perdu ce sens et prend ceux de « bon à rien », « imbécile » ou « personne malfaisante, déloyale ».

## Étymologie

### Histoire
Le verbe « enfoirer » dans le sens de « souiller » est attesté en 1587, le participe apparaît au début du XXe siècle et entre dans le Robert en 1905 avec l'acception de « souillé d'excréments ».  Il a perdu ce sens pour prendre celui plus vague d'« imbécile » ou de « bon à rien »

### Étymon
Il s'agit d'un dérivé de « foire » (diarrhée) attesté en vieux français sous les formes « feire » et « foire ».  L'étymon latin de même sens est foria.

### Mots reliés
- « foire » (diarrhée) qui subsiste essentiellement dans l'expression vulgaire « avoir la foire » (avoir peur)[4]
- « foirer » (échouer, faire long feu, manquer son but, etc.)[5]

## Fortune du terme
Le comédien Coluche, fondateur de l'association caritative les Restos du cœur, a mis ce terme à la mode en l'utilisant dans certains sketches, et a créé fin 1985 un projet regroupant des personnalités médiatiques, avec des actions contribuant à financer l'association. Cette forme annuelle, assez singulière, d'action artistique rencontre le succès depuis 1986 et s'installe dans la durée, devenant notoire. Les personnalités qui participent à ces actions au profit des Restos du cœur choisissent de se nommer eux-mêmes Les Enfoirés, reprenant l'expression rendue notoire par Coluche et employée à leur égard par celui-ci,,. Certains participants à ces actions en ont critiqué la forme et s'en sont retirés, tels Yannick Noah ou encore Renaud, mais dans les faits, ce groupe d'artistes se renouvelle régulièrement,.